# Scherma ai XVIII Giochi del Mediterraneo
I tornei di scherma ai XVIII Giochi del Mediterraneo di Tarragona 2018 si sono svolti dal 24 al 25 giugno 2018 presso il Pabellón de La Selva del Camp, in Spagna.
Hanno fatto parte del programma solamente le competizioni individuali. In ambito maschile si è disputata soltanto la gara della spada, mentre nella categoria femminile si è gareggiato in tutte e tre le specialità (spada, sciabola e fioretto).

## Calendario
Il calendario delle gare è stato il seguente:
| ● | Finali |

| Giugno/Luglio |    |    |    |    |    |    |    |    |    |
| 22            | 23 | 24 | 25 | 26 | 27 | 28 | 29 | 30 | 1º |
|               |    | 2  | 2  |    |    |    |    |    |    |

## Podi

### Uomini
| Evento                       | Oro           | Argento        | Bronzo                        |
| Spada individuale (dettagli) | Yulen Pereira | Romain Cannone | Houssam Elkord Aymerick Gally |

### Donne
| Evento                          | Oro             | Argento                        | Bronzo                                             |
| Spada individuale (dettagli)    | Roberta Marzani | Joséphine Jacques-André-Coquin | Nicol Foietta Lauren Rembi                         |
| Sciabola individuale (dettagli) | Azza Besbes     | Sofia Ciaraglia                | Lucia Martín-Portugués Despoina Metaxia Georgiadou |
| Fioretto individuale (dettagli) | Inès Boubakri   | Valentina De Costanzo          | Julie Mienville Jéromine Mpah-Njanga               |

## Medagliere
| Posizione | Paese   | Oro | Argento | Bronzo | Totale |
| --------- | ------- | --- | ------- | ------ | ------ |
| 1         | Tunisia | 2   | 0       | 0      | 2      |
| 2         | Italia  | 1   | 2       | 1      | 4      |
| 3         | Spagna  | 1   | 0       | 1      | 2      |
| 4         | Francia | 0   | 2       | 4      | 6      |
| 5         | Grecia  | 0   | 0       | 1      | 1      |
| 5         | Marocco | 0   | 0       | 1      | 1      |
| Totale    | Totale  | 4   | 4       | 8      | 14     |